# Деленська сільська рада
Деле́нська сільська́ ра́да — колишня адміністративно-територіальна одиниця та орган місцевого самоврядування в Арцизькому районі Одеської області. Адміністративний центр — село Делень.

## Загальні відомості
Деленська сільська рада утворена в 1967 році.
- Територія ради: 101,61 км²
- Населення ради: 3 114 особи (станом на 2001 рік)
- Територією ради протікає річка Агач

## Населені пункти
Сільській раді були підпорядковані населені пункти:
- с. Делень
- с. Новоселівка

## Населення
Згідно з переписом 1989 року населення сільської ради становило 3550 осіб, з яких 1708 чоловіків та 1842 жінки.
За переписом населення 2001 року в сільській раді мешкало 3078 осіб.

### Мова
Розподіл населення за рідною мовою за даними перепису 2001 року:
| Мова       | Відсоток |
| ---------- | -------- |
| болгарська | 78,03 %  |
| українська | 17,37 %  |
| російська  | 3,47 %   |
| молдовська | 0,64 %   |
| гагаузька  | 0,29 %   |
| білоруська | 0,06 %   |

## Склад ради
Рада складалася з 20 депутатів та голови.
- Голова ради: Мераджи Федір Петрович
- Секретар ради: Караніколова Євгенія Дмитрівна

### Керівний склад попередніх скликань
| Прізвище, ім'я, по батькові | Основні відомості                                                                             | Дата обрання | Дата звільнення |
| --------------------------- | --------------------------------------------------------------------------------------------- | ------------ | --------------- |
| Славов Іван Миколайович     | Сільський голова, 1951 року народження, член Соціал-демократичної партії України (об'єднаної) | 26.03.2006   | 31.10.2010      |
| Мераджи Федір Петрович      | Сільський голова, 1957 року народження, освіта вища                                           | 31.10.2010   |                 |

Примітка: таблиця складена за даними сайту Верховної Ради України

### Депутати
За результатами місцевих виборів 2010 року депутатами ради стали:

#### За суб'єктами висування
| Суб'єкт висування | Кількість обраних депутатів | %  |
| ----------------- | --------------------------- | -- |
| Партія регіонів   | 11                          | 55 |
| Самовисування     | 9                           | 45 |

#### За округами
| № округу        | Прізвище, ім'я, по батькові    | Дата визнання обраним | Освіта             | Партійна приналежність                  | Відомості про обраного депутата                               |
| --------------- | ------------------------------ | --------------------- | ------------------ | --------------------------------------- | ------------------------------------------------------------- |
| Партія регіонів |                                |                       |                    |                                         |                                                               |
| 3               | Чербаджи Степан Петрович       | 03.11.2010            | середня спеціальна | член Партії регіонів                    | приватний підприємець                                         |
| 4               | Терпан Іван Дмитрович          | 03.11.2010            | вища               | член Партії регіонів                    | приватний підприємець                                         |
| 9               | Караніколова Євгенія Дмитрівна | 03.11.2010            | вища               | член Партії регіонів                    | Деленська сільська рада, секретар                             |
| 10              | Делірайкова Софія Андріївна    | 03.11.2010            | середня спеціальна | член Партії регіонів                    | Деленське СПЖ, голова                                         |
| 11              | Карагяур Галина Іванівна       | 03.11.2010            | вища               | член Партії регіонів                    | Деленська загальноосвітня школа, вчитель                      |
| 12              | Камбур Володимир Іванович      | 03.11.2010            | середня спеціальна | член Партії регіонів                    | Деленський будинок культури, диригент                         |
| 13              | Полімашин Алік Костянтинович   | 03.11.2010            | вища               | член Партії регіонів                    | пенсіонер                                                     |
| 15              | Куралов Василь Степанович      | 03.11.2010            | середня            | член Партії регіонів                    | сільськогосподарський виробничий кооператив «Шевченко», водій |
| 16              | Карагяур Федір Іванович        | 03.11.2010            | вища               | член Партії регіонів                    | Арцизький хлібзавод, інженер                                  |
| 19              | Дворочук Олена Іванівна        | 03.11.2010            | середня спеціальна | член Партії регіонів                    | Новоселівський фельдшерсько-акушерський пункт, фельдшер       |
| 20              | Густа Тетяна Михайлівна        | 03.11.2010            | середня спеціальна | член Партії регіонів                    | Новоселівська навчально-виховний комплекс, вчитель            |
| Самовисування   |                                |                       |                    |                                         |                                                               |
| 1               | Христова Любов Василівна       | 03.11.2010            | середня спеціальна | член Політичної партії «Сильна Україна» | Деленське УВН                                                 |
| 2               | Денов Федір Георгійович        | 03.11.2010            | вища               | позапартійний                           | приватний підприємець                                         |
| 5               | Тельпіс Домнікія Андріївна     | 03.11.2010            | вища               | член Політичної партії «Сильна Україна» | фермерське господарство «Деленське», економіст                |
| 6               | Топал Килина Василівна         | 03.11.2010            | вища               | член Політичної партії «Сильна Україна» | фермерське господарство «Деленське», бухгалтер                |
| 7               | Топал Петро Степанович         | 03.11.2010            | середня спеціальна | позапартійний                           | фермерське господарство «Деленське», механік                  |
| 8               | Димитров Ананій Титович        | 03.11.2010            | середня спеціальна | член Народної партії                    | пенсіонер                                                     |
| 14              | Панайотов Василь Миколайович   | 03.11.2010            | середня            | позапартійний                           | фермерське господарство «Панайотов В. М.», голова             |
| 17              | Гайдаржі Василь Михайлович     | 03.11.2010            | вища               | позапартійний                           | с. Делень, агроном — консультант                              |
| 18              | Савчук Леонід Степанович       | 03.11.2010            | середня спеціальна | позапартійний                           | пенсіонер                                                     |